# Лунёва, Анна Владимировна
А́нна Влади́мировна Лунёва (укр. Анна Володимирівна Луньова; род. 1 октября 1991, Мерефа, Харьковская область), в девичестве Ермако́ва (укр. Єрмакова) — украинская легкоатлетка, специалистка по прыжкам в длину. Выступает на профессиональном уровне с 2010 года, серебряная и бронзовая призёрка чемпионатов Украины, участница летних Олимпийских игр в Рио-де-Жанейро.

## Биография
Анна Ермакова родилась 1 октября 1991 года в городе Мерефа Харьковской области.
Впервые заявила о себе в лёгкой атлетике на международном уровне в сезоне 2010 года, когда вошла в состав украинской сборной и выступила на юношеском мировом первенстве в Монктоне, где в зачёте прыжков в длину стала пятой.
В 2014 году среди прочего выиграла бронзовые медали на зимнем чемпионате Украины в Сумах и на летнем чемпионате Украины в Кировограде.
В 2016 году стала серебряной призёркой зимнего чемпионата Украины в Сумах, тогда как на соревнованиях в Киеве превзошла всех соперниц и установила свой личный рекорд — 6,73 метра. Прыгала в длину на чемпионате Европы в Амстердаме, с результатом 6,20 в финал не вышла. Выполнив олимпийский квалификационный норматив (6,70), удостоилась права защищать честь страны на летних Олимпийских играх в Рио-де-Жанейро — здесь в ходе предварительного квалификационного этапа прыгнула на 6,15 метра, чего оказалось недостаточно для выхода в финал.
Впоследствии ещё в течение многих лет выступала на различных легкоатлетических турнирах, однако сколько-нибудь значимых результатов на международной арене больше не показывала.